# Thomas John Barnardo
Thomas John Barnardo (Dublin, 4 de julho de 1845 — Surbiton, 19 de setembro de 1905) foi um filantropo irlandês, fundador e diretor de lares para crianças pobres e carentes. Desde a fundação da primeira casa “Barnardo's” em 1867 até a data de sua morte, cerca de 60 mil crianças foram acolhidas.

## Juventude
Barnardo nasceu em Dublin, Irlanda, em 1845. Era o quarto de cinco filhos (um morreu no parto) de John Michaelis Barnardo, um fabricante de roupas de pele descendente de judeus sefarditas, e sua segunda esposa, Abigail, uma inglesa e membro dos Irmãos de Plymouth.
No início da década de 1840, John emigrou de Hamburgo para Dublin, onde estabeleceu um negócio; casou-se duas vezes e teve sete filhos. A família Barnardo “traçou sua origem em Veneza, seguida pela conversão à Igreja Luterana no século XVI”. Barnardo escreveu que, quando criança, era egoísta e pensava que tudo o que não era dele deveria pertencer-lhe. No entanto, à medida que envelhecia, abandonou essa mentalidade em favor de ajudar os pobres. Barnardo mudou-se para Londres em 1866. Foi nessa época que ele se interessou em se tornar missionário.
Com a intenção de se qualificar para o trabalho médico-missionário na China, estudou medicina no Royal London Hospital e depois em Paris e Edimburgo, onde se tornou membro do Faculdade Real de Cirurgiões da Inglaterra.

## Filantropia

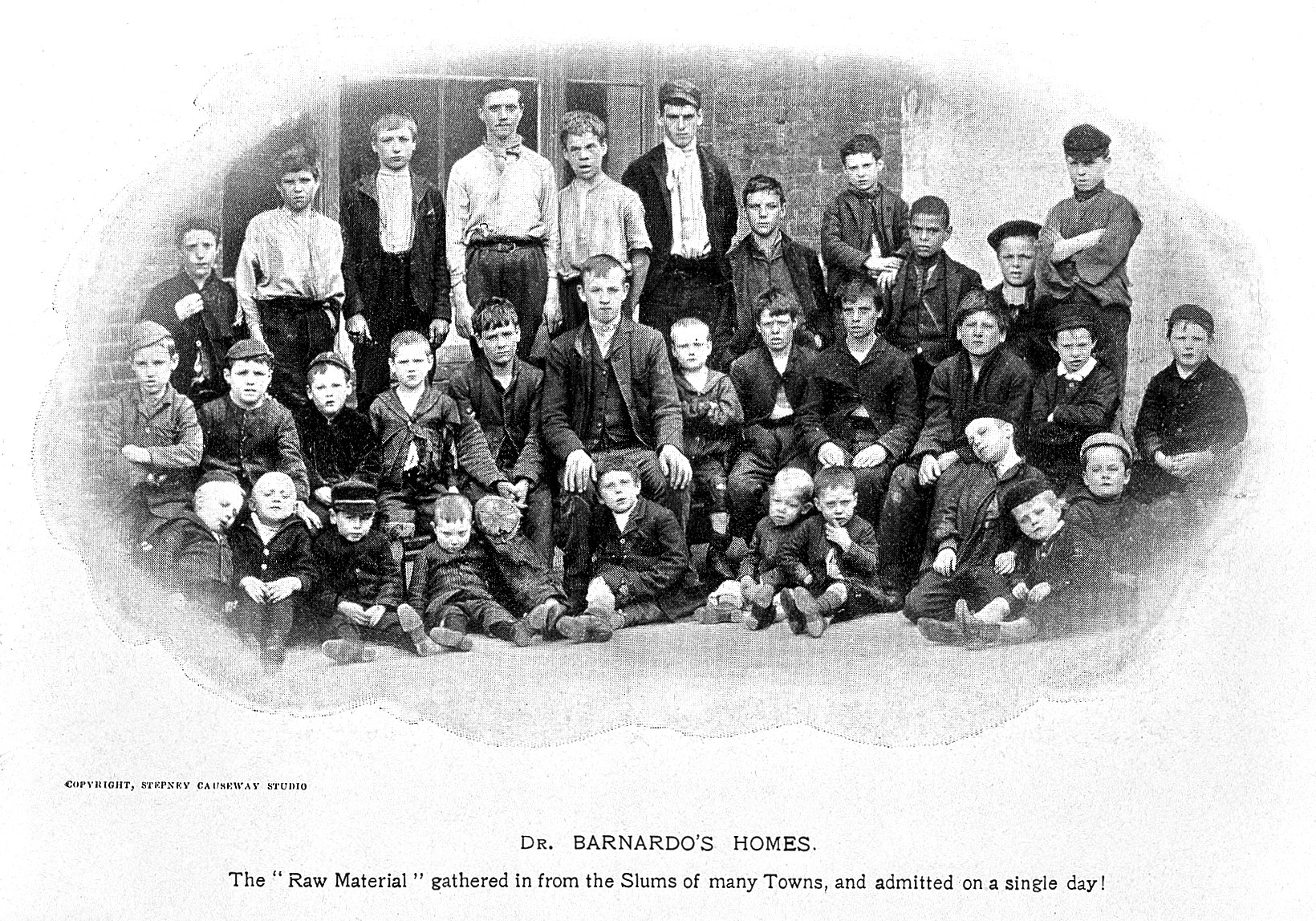
Retrato de grupo de crianças do lado de fora de uma casa “Barnardo's”

Encorajado pelo apoio de Anthony Ashley-Cooper, 7.º Conde de Shaftesbury e de Hugh Cairns, 1.º Conde Cairns, ele desistiu de sua ambição inicial de trabalho missionário estrangeiro e começou o que viria a provar o trabalho de sua vida. Barnardo fundou a escola dedicada à educação gratuita de crianças carentes 'Hope Place' no East End de Londres em 1868, sua primeira tentativa de ajudar as cerca de 30 mil crianças 'indigentes' na Londres do século XIX. Muitas dessas crianças não eram apenas pobres, mas órfãs, como resultado de um recente surto de cólera. Para aqueles que não podiam pagar o ensino privado, a escola oferecia educação que, embora de base cristã, não era exclusivamente voltada para a religião, e trabalhava para fornecer tutela em vários ofícios comuns da época (por exemplo, jornaleiros e engraxates).
Em 1870, Barnardo foi induzido a formar um orfanato para meninos na rua Stepney Causeway 18 após inspecionar as condições onde a população órfã de Londres dormia. Este foi o primeiro de 122 estabelecimentos desse tipo, que atendem mais de 8 500 crianças, fundados antes de sua morte em 1905. Disposições significativas estavam disponíveis para os ocupantes; bebês/crianças mais novas foram enviados para distritos rurais na tentativa de protegê-los da poluição industrial, e os adolescentes foram treinados em habilidades como carpintaria e metalurgia, para fornecer-lhes uma forma básica de estabilidade financeira.
As casas “Barnardo's” não acomodavam apenas meninos; em 1876 foi fundado o 'Girls' Village Home', e em 1905 acomodou 1 300 meninas treinadas para 'ocupação doméstica'. Outro estabelecimento, o 'lar de resgate para meninas em sério perigo', visava proteger as meninas da crescente onda de prostituição infantil.
Além das várias casas e escolas fundadas por Barnardo e sua esposa, Sara Louise Elmslie, uma casa de convalescença à beira-mar e um hospital para doentes abandonados também foram fundados. Em 1872 foi fundada a casa de aldeia das meninas em Barkingside, perto de Ilford, Redbridge, com igreja e sanatório próprios, e entre sessenta e setenta casas de campo, formando uma verdadeira “cidade-jardim”; e ali o próprio Barnardo foi sepultado. Em 1901, através da generosidade de E. H. Watts, uma escola naval foi inaugurada em North Elmham, perto de Norwich, para a qual os meninos eram recrutados das casas para serem treinados para a marinha e a marinha mercante. Talvez o mais útil de todo o variado trabalho instituído por Barnardo seja o sistema de emigração, pelo qual milhares de meninos e meninas foram enviados para colônias britânicas, principalmente para o Canadá, onde existiam centros de distribuição em Toronto e Winnipeg, e uma fazenda industrial de cerca de 8 mil acres perto de Russell em Manitoba. Que,, no Canadá, menos de 2% das crianças enviadas comprovou o fracasso, confirmou a convicção de Barnardo de que “se as crianças das favelas puderem ser removidas de seus arredores cedo o suficiente e mantidas em treinamento por tempo suficiente, a hereditariedade conta pouco, ambiente quase tudo.” Em 1899, as várias instituições e organizações foram legalmente constituídas sob o título de “Associação Nacional para a recuperação de crianças abandonadas destituídas”, mas a instituição sempre foi conhecida como “Lares do Dr. Barnardo”. Barnardo deu grande ênfase ao ensino religioso das crianças sob seus cuidados. Cada criança é criada sob a influência e ensino da denominação dos pais. Os lares são divididos em duas seções para ensino religioso, Igreja Anglicana e não conformistas; filhos de ascendência judaica e católica eram, sempre que possível, entregues aos cuidados do Conselho Judaico de Guardiões em Londres e a instituições católicas, respectivamente.
Desde a fundação das casas em 1867 até a data da morte de Barnardo, cerca de 60 mil crianças foram acolhidas, a maioria sendo treinadas e colocadas no mercado de trabalho. Na época de sua morte, sua instituição de caridade cuidava de mais de 8 500 crianças em 96 casas.

## Vida pessoal
Em junho de 1873, Barnardo casou-se com Sara Louise Elmslie (1842–1944), conhecida como Syrie, filha de um subscritor do Lloyd's de Londres. Syrie compartilhava os interesses de seu marido em evangelismo e trabalho social. O casal se estabeleceu em Mossford Lodge, Essex, onde teve sete filhos, três dos quais morreram na infância. Uma quarta criança, Marjorie, tinha síndrome de Down.
Uma filha, Gwendolyn Maud Syrie (1879–1955), conhecida como Syrie como sua mãe, foi casada com o rico empresário Henry Wellcome, e mais tarde com o escritor W. Somerset Maugham, e tornou-se uma designer de interiores de Londres socialmente proeminente.
Barnardo morreu de angina pectoris em Londres em 19 de setembro de 1905, e enterrado em frente a Cairn's House, Barkingside, Essex. A casa é agora a sede da instituição de caridade para crianças que ele fundou, Barnardo's. Um memorial fica do lado de fora da Cairn's House.

### Suspeito de ser o Estripador
Na época dos assassinatos de Whitechapel, devido à suposta perícia médica de Jack, o Estripador, vários médicos da região eram suspeitos. Muito depois de sua morte, Barnardo foi nomeado um possível suspeito, por Donald McCormick (1970) e Gary Rowlands (2005). Rowlands propôs que a infância solitária e o zelo religioso de Barnardo o levaram a matar prostitutas para tirá-las das ruas e encorajá-las a colocar seus filhos sob seus cuidados. Somente devido a um acidente em uma piscina que o deixou totalmente surdo logo após assassinar Mary Kelly ele parou de matar, pois ser surdo o deixou mais vulnerável à captura.
Não há evidências de que ele tenha cometido os assassinatos e os críticos dessa teoria também apontaram que sua idade e aparência não correspondiam a nenhuma das descrições do Estripador. Barnardo era bem conhecido no East End, no entanto, e visitava albergues noturnos para conversar com os clientes pobres. Durante uma dessas visitas, ele conversou com um grupo na rua Flower and Dean 32, Whitechapel, durante o período dos assassinatos do 'Estripador'. Uma das mulheres, bêbada, gritou: “Nós não fazemos nada de bom e ninguém se importa com o que acontece conosco, talvez algumas de nós sejamos mortas em seguida”. Mais tarde, ele observou o corpo de 'Long' Liz Stride, a quarta vítima do Estripador, no necrotério e a confirmou como uma das mulheres presentes.

## Legado — Barnardo's
Após a morte de Barnardo, um memorial nacional foi instituído para formar um fundo de £250 000 para aliviar as várias instituições de todas as responsabilidades financeiras e colocar todo o trabalho em caráter permanente. William Baker, ex-presidente do conselho, foi escolhido para suceder o fundador das casas como diretor honorário. Barnardo foi autor de 192 livros sobre a obra de caridade a que dedicou sua vida.
O trabalho de Barnardo foi realizado por seus muitos apoiadores sob o nome de Dr Barnardo's Homes. Após as mudanças sociais em meados do século XX, a caridade mudou seu foco do cuidado direto de crianças para acolhimento e adoção, renomeando-se Dr Barnardo's. Após o fechamento de seu último orfanato tradicional em 1989, assumiu o nome ainda mais simples de Barnardo's.

### Controvérsias
Houve controvérsia desde o início com o trabalho de Barnardo. Especificamente, ele foi acusado de sequestrar crianças sem a permissão dos pais e de falsificar fotografias de crianças para fazer a distinção entre o período antes de serem resgatadas por Barnardo's e depois parecer mais dramática. Ele admitiu abertamente a primeira dessas acusações, descrevendo-a como 'abdução filantrópica' e baseando sua defesa na ideia de que o fim justifica os meios. No total, ele foi levado ao tribunal em 88 ocasiões, geralmente sob a acusação de sequestro. No entanto, sendo um orador carismático e uma figura popular, ele passou ileso por esses escândalos. Outras acusações feitas contra ele incluíam apresentar imagens encenadas de crianças para os cartões de 'antes e depois' de Barnardo's e negligenciar a higiene básica das crianças sob seus cuidados.

### A caridade hoje
O mascote oficial da Barnardo's é um urso chamado Barney. A Rainha Elizabeth II foi a madrinha da Barnardo's de 1983 a 2016, quando entregou o papel para Camila do Reino Unido. Seu chefe-executivo é Lynn Perry.